# Batalha de Itaparica
A Batalha de Itaparica foi um confronto ocorrido da Baía de Todos-os-Santos e praias da Ilha de Itaparica em 7 de janeiro de 1823, entre o Exército Brasileiro e a Marinha e Exército de Portugal durante a Guerra da Independência do Brasil.
Apesar de a independência do Brasil ter sido proclamada por Dom Pedro I em 7 de setembro de 1822, a luta armada prosseguiu na Bahia, com o enfrentamento da resistência portuguesa. As lutas duraram até 2 de julho de 1823, quando enfim, foi proclamada a vitória baiana. Em janeiro de 1823, a Ilha de Itaparica foi palco da Batalha de Itaparica, triunfo brasileiro fundamental para a vitória na guerra.

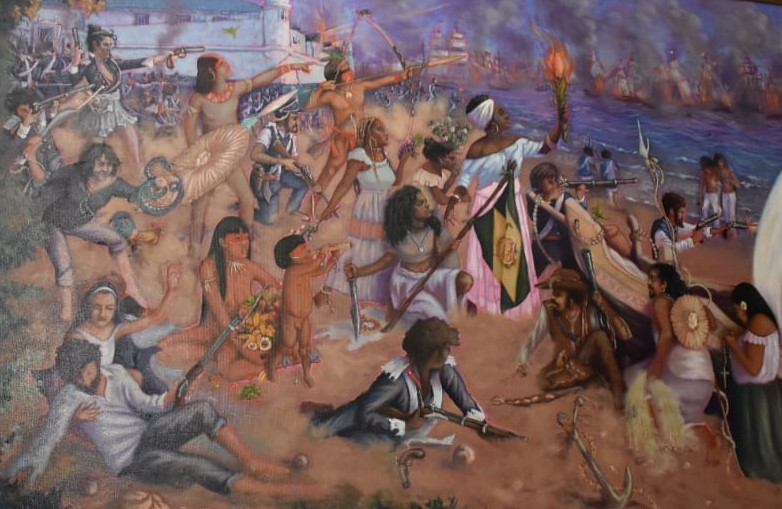
'Alegoria ao 7 de janeiro de 1823', de Mike Sam Chagas.

## Fundo
Itaparica era um lugar estratégico: dava acesso a vila de Cachoeira sede da revolução contra os portugueses, era uma fonte importante de suprimento de comida,  e era uma rota de embarcações que transportavam suprimentos para as forças portuguesas. Documentos recentemente encontrados no acervo de manuscritos da Biblioteca Nacional, apontam que antes da batalha, houve uma serie de embates entre as tropas em Itaparica e a força naval portuguesa que ocupava a Baia de Todos os Santos, nos últimos dias de agosto de 1822, portanto antes do 7 de Setembro, Soldados Itaparicanos estavam a bordo de canoas "armadas" para atacar os barcos lusitanos que atacavam a costa da ilha.

## Mulheres
Maria Felipa de Oliveira, reconhecida como heroína da pátria  por sua atuação na guerra da independência da Bahia, teria lidererado um grupo de mulheres para lutar contra os soldados portugueses durante a batalha, notavelmente nas trincheiras da praia do convento. Maria Felipa é reconhecida na oralidade do povo da ilha de Itaparica, e sua historia foi resgatada do anonimato pela professora Eny Kleyde Vasconcelos Farias. Atualmente alguns pesquisadores e historiadores baianos refutam a "narrativa da sedução", e atribuem a Felipa papel significativo como estrategista militar durante as lutas da independência na ilha de Itaparica, enquanto outros se esforçam para negar a sua existência.

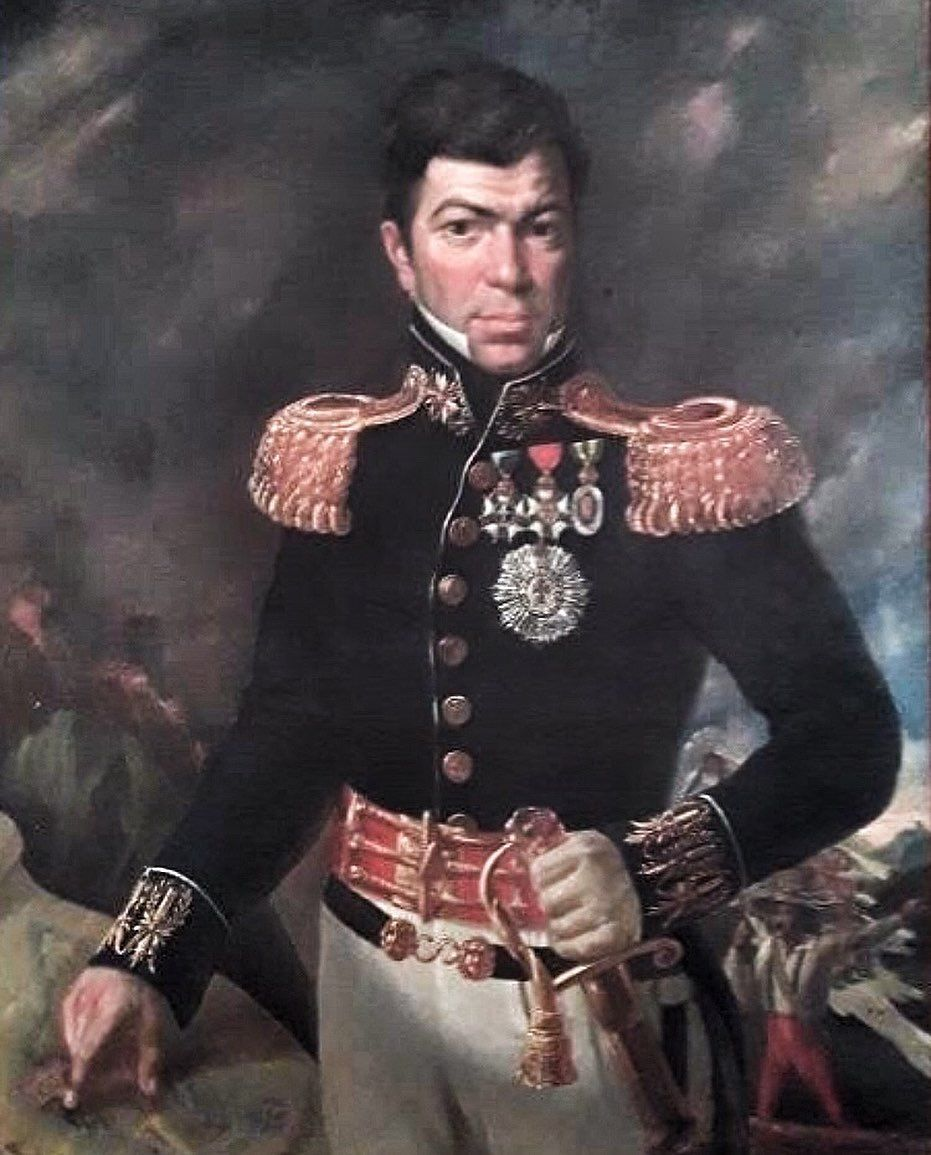
Brigadeiro Antônio de Sousa Lima, comandante durante a Campanha da Independência em Itaparica.

## História
Comandados pelos Capitão Manoel Joaquim Tupinambá e Antônio de Sousa Lima os soldados do Batalhão de Itaparica, defenderam a ilha do ataque desesperado dos portugueses, a partir  de um sistema defensivo que iniciava-se no Forte de São Lourenço, e seguia com trincheiras montadas em lugares estratégicos, guarnecidas por soldados e pequenas peças de canhão, como o Largo da Quitanda, a Fonte da Bica, a Praia da Convento, além das praias de Amoreiras, Mocambo, Manguinhos, Porto dos Santos, entre outros.
Lá, ainda, João das Botas artilhou barcos com peças de vaivém dos engenhos, formando uma flotilha, e ainda cuidou de fortificar a Ponta de Nossa Senhora, a fim de fechar o caminho para o interior da baía. Com eles fez guerrilha nas águas da baía e dificultou, e às vezes impediu, o trânsito das embarcações lusitanas que buscavam as vilas do Recôncavo, realizando façanhas memoráveis e dignas de serem reproduzidas nas telas ou transformadas em histórias de ficção nas páginas dos nossos livros.
Do lado português, João Felix Pereira de Campos era o comandante da esquadra portuguesa na Bahia, 42 embarcações de diferentes portes estiveram envolvidas nesse ataque, que resultou em uma derrota vergonhosa para os soldados e marinheiros portugueses. Segundo as cartas de Pereira de Campos que atribuíram ao fato de haver uma guarnição composta de um numero não esperado de pessoas, e a "forma de defender-se" da Ilha de Itaparica.

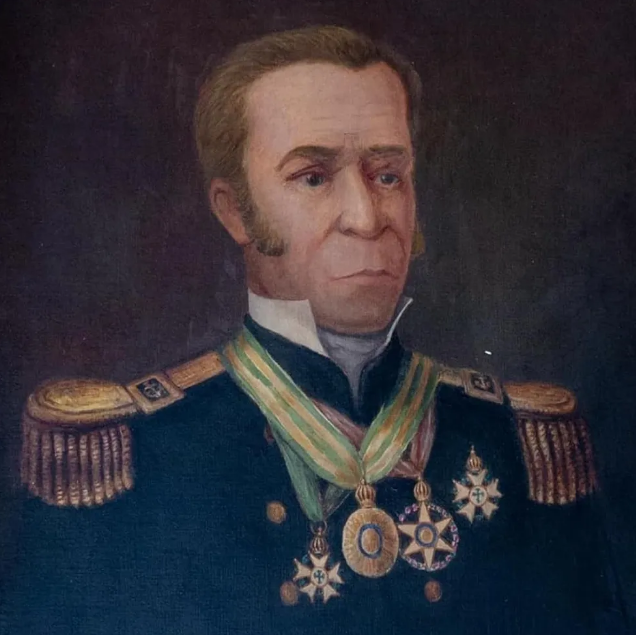
João Francisco de Oliveira, o João das Botas.